# Kościół Szatana
Kościół Szatana (ang. Church of Satan) – satanistyczna grupa wyznaniowa założona w Noc Walpurgi 1966 (data symboliczna: naprawdę zaczęła ona formować się pod koniec tego roku) w Stanach Zjednoczonych przez Antona Szandora LaVeya.
Siedziba Kościoła Szatana znajduje się w San Francisco. Na jego czele stoi Rada Dziewięciu, wysoki kapłan i wysoka kapłanka. Członkostwo zyskuje się po listownej  rejestracji, której koszt wynosi 200 dolarów. Kapłani pochodzą z mianowania Rady Dziewięciu.
W Kościele Szatana dwukrotnie doszło do schizmy: w 1975, wraz z powstaniem Świątyni Seta, i w październiku 1997, gdy Karla LaVey założyła Pierwszy Kościół Satanistyczny. Organizacja liczy obecnie około 10 000 członków, głównie w Stanach Zjednoczonych.

## Wysocy kapłani i wysokie kapłanki
- Anton Szandor LaVey (1966–1997)
- Blanche Barton (1997–2001)
- Peter H. Gilmore (od 2001) i Peggy Nadramia (od 2002)